# معتب بن عبيد
معتب بن عبيد بن إياس بن تيم بن شعبة البلوي صحابي جليل من قبيلة بلي وكان حليفاً لقبيلة الأوس من الأنصار، قال ابن سعد شهد معتب مع النبي محمد ﷺ غزوة بدر وغزوة أحد وقُتِل يوم الرجيع شهيداً بمر الظهران.

## اسمة و نسبة
معتب بن عبيد بن إياس بن تيم بن شعبة بن سعد الله بن فران بن بلي بن عمرو بن الحاف بْن قضاعة 